# PGC 1280518
LEDA/PGC 1280518 ist eine Galaxie im Sternbild Jungfrau auf der Ekliptik. Sie ist schätzungsweise 1 Milliarde Lichtjahre von der Milchstraße entfernt.
Im selben Himmelsareal befinden sich u. a. die Galaxien NGC 4268, NGC 4273, NGC 4277, IC 3153.